# Frédéric Dugoujon
Frédéric Dugoujon, né le 30 juin 1913 à Champagne-au-Mont-d'Or et mort le 5 août 2004 à Sathonay-Camp, est un résistant et  homme politique français.

## Biographie
Fils d'un négociant en chiffons, il fait ses études à Saint-Chamond, chez les maristes, puis au lycée Ampère, à Lyon. Il soutient sa thèse de médecine en 1938, puis exerce la profession de médecin à Caluire-et-Cuire, de 1939 à sa retraite. Installé d'abord impasse Verchères, il loue en 1941 une maison place Castellane (aujourd'hui place Jean Gouailhardou). Il met cette maison, qui abrite également son cabinet, à la disposition de la Résistance. C'est là que Jean Moulin est arrêté, le 21 juin 1943. Arrêté et emprisonné à la prison Montluc, libéré le 17 janvier 1944, le Dr Dugoujon ne retourne chez lui que fin 1944. Il ne quittera cette maison qu'en 1996. La maison est alors acquise par le conseil général du Rhône et transformée en 2003 en lieu de mémoire de la Résistance.

## Mandats politiques
- conseiller municipal de Caluire-et-Cuire à partir de septembre 1944, puis maire de 1965 à 1983
- conseiller général du Rhône de 1945 à 1994, élu du canton de Neuville-sur-Saône puis du canton de Caluire-et-Cuire
- député (réformateur, puis UDF-CDS) de la 7e circonscription du Rhône de 1973 à 1981
- président du STCRL (Syndicat des transports en commun de la région lyonnaise) de 1983 à 1985 puis du SYTRAL (Syndicat mixte des transports pour le Rhône et l'agglomération lyonnaise) de 1985 à 1989
- président de l'Office départemental des HLM du Rhône

## Décorations
- Médaille de la Résistance française avec rosette (décret du 31 mars 1947)[2]